# Leonard Bernstein
Leonard Bernstein (Lawrence, 25. kolovoza 1918. – New York, 14. listopada 1990.), američki skladatelj, pijanist, dirigent i glazbeni teoretičar.
Dirigirao je gotovo svim velikim američkim orkestrima, a od 1958. do 1969. bio je dirigent Njujorške filharmonije. Nastupao je i kao operni dirigent, te kao koncertni pijanist. 
Bernstein je skladao djela izrazito američkog značaja, protkana elementima jazza, posebice simfonije, koncerte, opere, balete, komornu i vokalnu glazbu, te nekoliko mjuzikla. Svjetsku slavu stekao je mjuziklima "U grad!" 1944. i "Priča sa zapadne strane" 1957., a oba su snimljena i u filmskoj verziji. Bernstein je komponirao i izvornu glazbu za filmove.
Djela:
- "Pobuna na Tahitiju",
- "Fancy Free",
- "Faksimile",
- "Candide",
- "West side story",
- "Mass".